# Réseau M-4
 (octobre 2018).
Si vous disposez d'ouvrages ou d'articles de référence ou si vous connaissez des sites web de qualité traitant du thème abordé ici, merci de compléter l'article en donnant les références utiles à sa vérifiabilité et en les liant à la section « Notes et références ».
Le réseau de Résistance « M-4 » a été créée en 1941, à Livry-Gargan.
La Résistance livryenne débute en le 15 septembre 1940, avec la parution du journal clandestin, La Voix de l’Est.
En 1941, Camille Nicolas, épicier livryen et résistant, créé le « M-4 », réseau de Résistance livryenne.
Dans ce réseau, se trouvent, les groupes francs, qui sont constitués d’agents du réseau, encadrant les nouvelles recrues ; les groupes FFI, constitués à la fin août 1944, en vue l’insurrection des nouvelles recrues, et encadrés par les agents du réseau ; les groupes FFI « C.D.L.R. » et « DOLHEM », des groupes placés volontairement sous la direction du chef de réseau « M-4 ».

## Différents groupes
Le PC du réseau « M-4 » est dirigé par Camille Nicolas, qui a pour adjoints André Vannes et Jean-Paul Masson, et pour agent de liaison Jeannine Jouve (belle-sœur de Camille Nicolas). Ce PC commande plusieurs groupes :
1. Groupe franc « M-4 » de Livry-Gargan, dirigé par Jean Surrier aidé de sa femme ;
2. Groupe franc « Bir-Hakeim », de Livry-Gargan, commandé par Cyr Delpouve ;
3. Groupe franc « M-4 » de Saint-Mesmes-Messy, dirigé par Guy Godin ;
4. Groupe franc « M-4 » de Charny, dirigé par Marcel Bontemps ;
5. Groupe franc « M-4 » de Bois-Saint-Denis et Tremblay, commandé par Bénichou ;
6. Groupe FFI « Dolhem » de Livry-Gargan, commandé par Louis Dolhem ;
7. Groupe FFI « C.D.L.R. » de la Poudrerie nationale de Sevran-Livry, dirigé par Caraminot ;
8. Groupe FFI « M-4 » de Livry-Gargan, commandé par Robert Fréville ;
9. Groupe FFI « C.D.L.R. » de Gagny, dirigé par Jean Gohel ;
10. Groupe FFI « M-4 » de Sevran, commandé par Roger Mercier ;
11. Groupe FFI « M-4 » d’Aulnay-sous-Bois, dirigé par Martin ;
12. Groupe sanitaire « M-4 » de Livry-Gargan, commandé par le Dr Gaston-Claude Simon.

La Résistance organise quatre grandes périodes d’activités, avec pour chacune d'entre elles des missions spécifiques :

## Première période d’activité
Constitution, recrutement et armement des agents du réseau et recherche d’appui dans la population (du 5 juillet 1940 à la mi-septembre 1941)
Le 5 juillet 1940, Camille Nicolas prend contact avec l’adjudant Ribaud, responsable de l’annexe du Parc des Gravanches (Massif central) où se trouvent les armes et munitions de l’Armée française. Quarante-sept pistolets (et munitions) sont volés pour armer les résistants.
Le 29 août 1940, Jeannine Jouve, belle-sœur de Camille Nicolas et agent de liaison de la Résistance dactylographie le premier tract, qui sera suivi d’une cinquantaine et distribué en septembre de la même année.
D’août 1940 à septembre 1941, Edouard Dezert, agent du réseau « M-4 » fournit les papiers nécessaires pour l’évasion de prisonniers de guerre.
Parallèlement, début décembre 1940, débutent les premiers sabotages de câbles téléphoniques.
Début février 1941, commencent la propagande anti-allemande et la distribution de tracts, reprenant les nouvelles de la BBC de Londres.
Peu à peu le réseau « M-4 » se développe, regroupant des patriotes qui utilisent leurs compétences en faveur des résistants : le maire de la ville, le commissaire de police, le chauffeur de la ville, un photographe, un gendarme, une cuisinière, etc.

## Seconde période d’activité
Constitution d’un réseau d’hébergement, de convoyages et d’évasion de personnels alliés ou abattus au-dessus des territoires occupés par l’ennemi (de mi-septembre 1941 au début d’avril 1944)
Ce réseau possède plusieurs filières :
- filière « Henri » (mi-septembre 1941 au 20 novembre 1943) : des aviateurs parachutés au-dessus de la France sont récupérés par cette filière et envoyés dans différentes villes résistantes (Villers-Cotterêts, Crépy-en-Valois, Château-Thierry, etc.) ;
- filière d’évasion Pat O'Leary (jusqu'au 17 décembre 1943) dates à vérifier[réf. nécessaire] : la section « M-4 » héberge des aviateurs alliés, qu’il est impossible d’évacuer en lieu sûr, puis les confie aux convoyeurs.

Cette filière prend fin le 17 décembre 1943, lorsque la Gestapo arrête onze aviateurs alliés et deux responsables de la filière : Georges Kahn et Madame Renault.
Parallèlement, le journal clandestin, En avant, organe du Front national, est diffusé à Livry-Gargan, Pavillons-sous-Bois et Bondy.

## Troisième période d'activité
Renseignement et action, aide à des réseaux de renseignement (début avril 1944 au 31 août 1944).
Différents sous-réseaux sont mis en place ou utilisés :
- le réseau « Monica » (P.O.W.N.) : ce réseau polonais permet la transmission d’informations et de renseignements entre les filières et sous-réseaux ;
- le réseau « Charles » du plan « Sussex » : le 29 mai 1944, en liaison avec l'OSS est implanté un réseau de renseignement dans la région de Livry-Gargan en vue du débarquement ;
- les forces alliées ont envoyé des équipes de forces spéciales en France (opération Sussex) avant le jour J. René Joyeuse et George Chaloner faisaient partie de cette opération (Mission Charles) ils ont été parachutés aux environs de Chartres et se sont rendus à Livry-Gargan pour mettre en place des opérations de renseignement et de sabotage avec la résistance. Ils ont été aidés par Camille Nicolas et le groupe de résistance « M-4 ».

## Quatrième période d'activité
Insurrection et libération de Livry-Gargan et des communes avoisinantes (13 au 31 août 1944).
Pendant cette période, différentes actions sont menées par l’ennemi contre le réseau « M-4 » :
- manifestation des Livryens au marché de Gargan, en réaction à la mort d’un commerçant tué par la Feldgendarmerie le 11 août 1944, qui conduit à l’état de siège de la ville et des communes avoisinantes ;
- accrochage avec un détachement de Feldgendarmes, le 15 août 1944, qui cause la mort de quatre Feldgendarmes et de onze hommes du C.D.L.R. ;
- fouille du garage du réseau « M-4 » par un groupe S.S.

Les réactions du réseau « M-4 » ne se font pas attendre :
- opération contre le convoi ennemi sur la route nationale 3 entre Vaujours et Villeparisis : des voitures allemandes sont endommagées et des soldats tués le 23 août 1944 ;
- aide à la désertion de personnels de la Wehrmacht (première quinzaine d’août 1944) : le réseau favorise la désertion de soldats russes et polonais ;
- composition, impression, diffusion et affichage de tracts et d’affiches(12 au 30 août 1944) ;
- affichage en langue allemande, invitant les soldats allemands à déposer les armes ; puis affichage invitant la police à rejoindre la résistance ;
- le 25 août, le relais HPTT est détruit ;
- le 27 août, les derniers Allemands évacuent la ville. Le jour même, les Américains entrent dans la commune ;
- insurrection et libération de Livry-Gargan (28, 29, 30 août 1944).

Le 28 août, le réseau « M-4 » fait la jonction avec les troupes américaines. Les jours suivants, les villes avoisinantes sont libérées : Vaujours, Sevran, Villepinte, Tremblay-lès-Gonesse, Mitry-Mory, etc.

## Pour approfondir